# Pulchrana centropeninsularis
Pulchrana centropeninsularis es una especie de anfibio anuro de la familia Ranidae.

## Distribución geográfica
Esta especie es endémica de Pahang en Malasia.

## Descripción
Los machos miden 37 mm.

## Etimología
El nombre de la especie le fue dado en referencia al lugar de su descubrimiento, el centro de la Península Malaya.

## Publicación original
- Chan, Brown, Lim, Ahmad & Grismer, 2014 : A new species of frog (Amphibia: Anura: Ranidae) of the Hylarana signata complex from Peninsular Malaysia. Herpetologica, vol. 70, n.º 2, p. 228–240.[3]